# Törs Tibor
Törs Tibor, teljes nevén Törs Tibor József Ede (Budapest, 1890. január 13. – Budapest, Terézváros, 1963. december 31.) újságíró, politikus.

## Életútja
Törs Kálmán és Szigligeti Aranka fia. Budapesten folytatott jogi tanulmányokat, szerkesztette az Egyetemi Lapokat egyetemista korában. Az első világháború előtti években mint az Állami Munkásbiztosítási Hivatal és az Országos Munkásbiztosító Pénztár tisztviselője dolgozott. Munkatársa volt a Társadalomtudományi Szemlének, ahol szociálpolitikai tárgyú cikkeket publikált. Az első világháborút követően a 8 Órai Újságnál dolgozott, 1933-ig felelős szerkesztője volt. Emellett a Bajcsy-Zsilinszky Endre vezette Szózat című fajvédő napilapnál dolgozott három évig mint politikai munkatárs. 1925-től felelős szerkesztője volt évekig a Magyar Országos Tudósító című félhivatalos lapnak. 1934 januárjában a Budapesti Hírlaphoz került politikai főmunkatársnak, majd 1936-tól főszerkesztője volt az Esti Újságnak. Később A Sajtó című folyóirat főszerkesztője is volt. 1936-tól országgyűlési képviselő volt, nemzeti egység párt ügyvezető alelnöke. 1939-ben a Magyar Élet Pártja (MÉP) programjával választották képviselőnek. Halála előtt vegyipari segédmunkásként dolgozott.
Első felesége Pártos Viktória Alojzia volt, Pártos Gyula építész és Bartolucci Viktória lánya, akit 1915. július 12-én Budapesten, az Erzsébetvárosban vett nőül. 1922-ben elváltak. Második házastársa Mátray Betegh Béla színész, színigazgató lánya, Zsuzsanna volt, akivel 1922 és 1941 között élt házasságban. Harmadszor Rásó Erzsébetet vette el nőül 1941-ben, Debrecenben, majd tőle is elvált.